# Arthur Zborzil
Arthur Zborzil (* 15. Juli 1885 in Wien; † 15. Oktober 1937) war ein österreichischer Tennisspieler.
Zborzil trat bei den Olympischen Spielen 1908 im Einzel und im Doppel an. Im Einzel verlor er in der ersten Runde. Im Doppel war er zusammen mit Fritz Felix Pipes gemeldet und hatte in den ersten beiden Runden ein Freilos. Erst im Viertelfinale mussten die beiden erstmals antreten und verloren gegen die späteren Olympiazweiten James Parke und Josiah Ritchie aus dem Vereinigten Königreich.
Bei den Olympischen Spielen in Stockholm gewann Zborzil im Einzel die ersten drei Runden, ehe er im Viertelfinale gegen Oscar Kreuzer ausschied. Im Doppel erreichte er mit Pipes das Finale, wo die beiden gegen die Südafrikaner Charles Winslow und Harold Kitson auf Rasen in vier Sätzen mit 6:4, 1:6, 2:6, 2:6 verloren. Die Silbermedaille von Pipes und Zborzil ist bis heute die einzige olympische Tennismedaille für Österreich.
Über die Spiele hinaus ist nur seine Turnierteilnahme 1905 bei den Austrian International Championships bekannt, als er dort im Viertelfinale verlor.
Arthur Zborzil war Mitglied des Wiener AC und des 1902 gegründeten Österreichischen Tennisverbandes (ÖTV). Er war ein gelernter Humanmediziner.